# Lorry (Journalistenpreis)
Der lorry war ein Journalistenpreis. Er wurde von 2010 bis 2019 durch den Regionalverband Ruhr gemeinsam mit der Stiftung Mercator und der Ruhr Tourismus GmbH, später gemeinsam mit der RAG-Stiftung, im zweijährigen Rhythmus ausgeschrieben und in Essen auf der Zeche Zollverein vergeben. Der Journalistenpreis war mit insgesamt 12.000 Euro dotiert. Namensgeber für den Journalistenpreis war die Miniaturlore, die neben einem Preisgeld an die ausgezeichneten Journalistinnen und Journalisten überreicht wurde. 
Der Journalistenpreis wurde in den Kategorien Print, TV, Radio und Online vergeben, es wurden jeweils zwei Beiträge pro Kategorie ausgezeichnet. Mit dem lorry prämiert wurden Beiträge, in denen die Vielfalt der Metropole Ruhr kreativ oder eindrucksvoll aufgezeigt wurden. Dabei standen verschiedene Bereiche im Fokus, etwa Wirtschaft, Freizeit, Wissenschaft, Tourismus oder Kultur. Darüber hinaus mussten die Beiträge über eine professionelle journalistische Qualität sowie eine fundierte Recherche verfügen. In den ausgezeichneten Beiträgen ging es immer wieder um den Kohlebergbau in der Region und die Geschichten der Menschen.
2019 wurde der Preis letztmalig verliehen.

## Preisträger
| Jahr | Kategorie „Print“                 | Kategorie „Print“                                | Kategorie „Radio/Podcast“     | Kategorie „Radio/Podcast“                                            | Kategorie „TV/Vodcast“           | Kategorie „TV/Vodcast“                                                | Sonderpreis                      | Sonderpreis                                                                    |
| Jahr | Journalist                        | Medium                                           | Journalist                    | Medium                                                               | Journalist                       | Medium                                                                | Journalist                       | Medium                                                                         |
| ---- | --------------------------------- | ------------------------------------------------ | ----------------------------- | -------------------------------------------------------------------- | -------------------------------- | --------------------------------------------------------------------- | -------------------------------- | ------------------------------------------------------------------------------ |
| 2010 | Chantal Louis                     | „Mein Pott“ (Emma)                               | Julia Lührs                   | „Alte Klänge aus dem Kohlenpott“ (WDR5)                              | Konrad Lischka, Jens Radü        | „Wir sind das Ruhrgebiet“ (Spiegel online)                            | nicht verliehen                  | nicht verliehen                                                                |
| 2010 | Markus Wolff                      | „Durch den wilden Westen“ (Geo Special)          | Angela Göttfert               | „Kulturkinder Ruhr-Atoll“ (Radio Essen)                              | Conny Schiffbauer, Jörg Maas     | „Rockpalast Mobil – Schwarzes Gold“ (WDR Fernsehen)                   | nicht verliehen                  | nicht verliehen                                                                |
| 2010 | Raoul Löbbert                     | „Eine Frage der Kohle“ (Rheinischer Merkur)      |                               |                                                                      | Claudia Kuhland                  | „Titel Thesen Temperamente Ruhr 2010“ (Das Erste)                     | nicht verliehen                  | nicht verliehen                                                                |
| 2012 | Bernd Dörries                     | „Einer geht noch“ (Süddeutsche Zeitung)          | David Rümelin                 | „Retro Küche aus dem Ruhrgebiet“ (WDR5)                              | Anna Neifer, Hannah Mitzkeit     | „Unruhe – der Güterbahnhof“ (NRWision)                                | Stefan Domke                     | „360 Grad Rundgang: Steinkohlebergwerk Prosper-Haniel Bottrop“ (WDR Fernsehen) |
| 2012 | Wolfgang Gehrmann                 | „Krasse Gegend“ (Die Zeit)                       | Marion Ammicht                | „Tief im Westen – Ist das Ruhrgebiet der neue Osten?“ (WDR5)         | Christian Dassel                 | „Wir sind NRW: Das Ruhrgebiet II“ (WDR Fernsehen)                     |                                  | „360 Grad Rundgang: Steinkohlebergwerk Prosper-Haniel Bottrop“ (WDR Fernsehen) |
| 2012 | Frank Patalong                    | „Der letzte Wirt“ (Spiegel online)               | Andrea Lueg, Volker Wagener   | „Die kleine Sprachgeschichte: Ruhrdeutsch“ (Deutschlandradio Kultur) |                                  |                                                                       |                                  | „360 Grad Rundgang: Steinkohlebergwerk Prosper-Haniel Bottrop“ (WDR Fernsehen) |
| 2014 | Dennix Betzhold                   | „Das Märchen vom guten Stern“ (Stern)            | Aishe Malekshahi              | „Superhausen“ (WDR5)                                                 | Nicole Rosenbach                 | „Du schaffst das! Ein Talentscout fördert Arbeiterkinder“ (Das Erste) | Tobias Kindel                    | „So wohnt das Revier“ und „Leben am Fluss“ (BILD)                              |
| 2014 | Katrin Ewert, Haluka Maier-Borst  | „Spitzel im Hörsaal“ (Pflichtlektüre)            | Ulrich Land                   | „Duisburg 3.0 - Masterplan mit Rissen“ (WDR5)                        | Reinhardt Brüning                | „Schicht im Schacht“ (WDR Fernsehen)                                  | Tobias Kindel                    | „So wohnt das Revier“ und „Leben am Fluss“ (BILD)                              |
| 2014 | Annette Johann, Monika Schulz     | „Route der Industriekultur“ (Abenteuer Wege)     | Hildburg Heider               | „25 Jahre Klavierfestival“ (Deutschlandfunk)                         | Marion Försching                 | „Linie 107“ (WDR Fernsehen)                                           | Tobias Kindel                    | „So wohnt das Revier“ und „Leben am Fluss“ (BILD)                              |
| 2014 |                                   |                                                  | Hella Sinnhuber, Adrian Pflug | „Rudolf Kloczek: Der Weg des Bergmanns“ (mein-zollverein.de)         |                                  |                                                                       | Tobias Kindel                    | „So wohnt das Revier“ und „Leben am Fluss“ (BILD)                              |
| 2017 | Tobias Große-Kemper               | „In der Westerfilder Spirale“ (Ruhr Nachrichten) | Lena Breuer                   | „Mallinckrodtstraße: Schön is woanders“ (WDR5)                       | Anne Weiser, Frank Bürgin        | „Heimatabend Mülheim an der Ruhr“ (WDR Fernsehen)                     | Anna Katharina Wrobel, Eva Adler | „Die A40 - so bunt, atem(be)raubend und lebendig wie das Revier.“ (WAZ)        |
| 2017 | Reiner Burger                     | „In der Mitte entspringt ein Fluss“ (FAZ)        | Dirk Planert                  | „Familie Rebronja will bleiben“ (Deutschlandfunk)                    | Ulrike Franke, Michael Loeken    | „Göttliche Lage“ (ARTE)                                               | Olaf Biernat, Sebastian Auer     | „Schicht im Schacht – Das Ende des Bergbaus“ (wdr.de)                          |
| 2017 | Annika Fischer                    | „So wohnt das Ruhrgebiet“ (WAZ)                  |                               |                                                                      |                                  |                                                                       |                                  |                                                                                |
| 2019 | Katharina Matheis, Konrad Fischer | „Guter Pott, schlechter Pott“ (Wirtschaftswoche) | Olaf Biernat                  | Begleitung des Bergmanns Jürgen Jakubeit (WDR5)                      | Marion Försching                 | „Zukunftsmacher im Ruhrgebiet“ (WDR Fernsehen)                        | Petra Neukirchen, Kubny Werner   | „Langer Abschied von der Kohle“ (Dokumentarfilm)                               |
| 2019 | Katja Thimm                       | „Abschied von der Kohle“ (Spiegel online)        | Jana Magdanz                  | „Die letzten Tage unter Tage“ (WDR5)                                 | Clemens Gersch, Michael Wieseler | „A40 – Die Lebensader der Region“ (WDR Fernsehen)                     | Thomas Hallet                    | multimediales Projekt mit 360-Grad-Perspektive (wdr.de)                        |
| 2019 |                                   |                                                  |                               |                                                                      |                                  |                                                                       | Linda Heinrichkeit               | Online-Special „mehralskohle.de“ (WAZ)                                         |